# Kaltehardt
Kaltehardt ist ein Teil des Bochumer Stadtteils Langendreer. Er befindet sich im Süden von Langendreer, angrenzend an die Stadt Witten und den Bochumer Stadtteil Querenburg. Aus Sicht der Raumordnung bildet Kaltehardt das statistische Viertel Nummer 62, welches zusammen mit sieben weiteren Vierteln den statistischen Bezirk Langendreer bildet.
Seinen Namen verdankt Kaltehardt der Lage am Nordhang des Westerberges: Als die Gegend noch nicht so dicht bebaut war, wie es seit dem letzten Drittel des zwanzigsten Jahrhunderts der Fall ist, war es dort im Winter länger kalt als in umliegenden Gebieten. Der Schnee lag im Winter höher und blieb längere Zeit liegen. Der Namensteil -hardt bedeutet „Bergwald“ oder „bewaldeter Hang“.
Erwähnenswert ist auch der Turn- und Sportverein Kaltehardt 1915, welcher sich in eine Billard- und eine Fußballabteilung gliedern lässt. Insbesondere letztere gehört zu den etablierten Vereinen im Bochumer Stadtgebiet. In der Saison 2015/2016 trat die 1. Mannschaft in der Bezirksliga an. Die Heimat des TuS Kaltehardt 1915 ist die K-PLUS-Arena an der Urbanusstraße in Bochum-Langendreer.
Bis 2020 führte eine Strecke der Straßenbahn Bochum/Gelsenkirchen über die Universitätsstraße und entlang der Baroper Straße. Seit der Stilllegung wird eine neue Strecke über Langendreer Markt genutzt.